# Acreúna
Acreúna este un oraș în Goiás (GO), Brazilia.